# Abu-Abd-Al·lah al-Baridí
Abu-Abd-Al·lah al-Hassan al-Baridí (àrab: أَبو عَبْد اللَّه الحَسَن البَرِيْدِي, Abū ʿAbd Allāh al-Ḥassan al-Barīdī) o, més senzillament, Abu-Abd-Al·lah al-Baridí fou el gran dels tres fills d'al-Baridi.
Apareix sota el visir Alí ibn Issa (927-928) i descontent amb les funcions secundàries que tenia encarregades va obtenir del visir següent, Ibn Muqla, mitjançant un suborn de 20000 dinars, la recaptació d'impostos de la província d'al-Ahwaz, i pels seus dos germans oficis lucratius. A la caiguda d'Ibn Muqla (930) van ser arrestats i van haver de pagar una forta multa, però sota el següent califa Al-Qàhir (932-934) va recuperar la seva influència, va finançar l'expedició contra els antic partidaris d'al-Múqtadir i va recuperar la recaptació de la província d'al-Ahwaz que encara tenia el 934 quan va pujar al tron Ar-Radi (934-940) havent-se beneficiat del retorn al poder d'Ibn Muqla. Nomenat secretari del camarlenc Yakut, se'n va desfer i va quedar com únic poder a al-Ahwaz on es va enriquir i a més a més no pagava el que devia al govern central. El seu germà Abu-Yússuf Yaqub al-Baridí era el seu representant a Bagdad.
El amir al-umarà Ibn Ràïq va decidir restaurar el poder central a al-Ahwaz, però Abu-Abd-Al·lah es va refugiar amb el governador de Fars, l'amir Alí ibn Buwayh del que va obtenir suport i el 937 es va reconciliar amb Ibn Ràïq que li va retornar la recaptació a la província. Ibn Ràïq no va trigar a enfrontar-se a un rival, el turc Bàjkam, i Abu-Abd-Al·lah va jugar entre els dos bàndols, donant suport a un o l'altre segons el moment. Quan el 938 Bàjkam va triomfar i va obtenir el càrrec de visir, Abu-Abd-Al·lah va poder conservar la província pagant un tribut. Va ser deposat al cap de poc (939) però el 941 poc després de pujar al tron al-Muttaqí (940-944) i a la mort de Bàjkam, va entrar a Bagdad amb la seva gent i va recuperar el càrrec de visir. No obstant això, al cap de poc un motí dels soldats el va obligar a fugir a Wasit. El 942 va enviar un exèrcit dirigit pel seu germà Abu-l-Hussayn que va ocupar Bagdad i va obligar el califa i a Ibn Ràïq a refugiar-se en territori dels hamdànides a Mossul. Els hamdànides van contraatacar i fou expulsat de Bagdad i Wasit.
Els tres germans van conservar Bàssora i van sostenir una guerra contra l'emir d'Oman que havia desembarcat i s'havia apoderat d'al-Ubulla. El 943 Abu-Abd-Al·lah havia esgotat els seus diners i va fer matar el seu germà Abu-Yússuf Yaqub per apoderar-se dels seus diners (octubre).
Va morir el juny de 945 i el va succeir el seu fill Abu-l-Qàssim ibn Abi-Abd-Al·lah.